# Malá Hraštice
Malá Hraštice (německy Klein Hraschitz) je obec v okrese Příbram ve Středočeském kraji, asi 8 km severovýchodně od Dobříše. Žije zde přibližně 1 100 obyvatel.

## Historie
První písemná zmínka o obci pochází z roku 1454.

## Obecní správa

### Části obce
- Malá Hraštice (k. ú. Malá Hraštice)
- Velká Hraštice (k. ú. Velká Hraštice)

Součástí obce je také základní sídelní jednotka Malá Strana. K obci patří také osady Buňatka a Mokrá Louže.
Sousedními obcemi sídla jsou Nová Ves pod Pleší, Mokrovraty, Velká Lečice a Nový Knín.

### Územněsprávní začlenění
Dějiny územněsprávního začleňování zahrnují období od roku 1850 do současnosti. V chronologickém přehledu je uvedena územně administrativní příslušnost obce v roce, kdy ke změně došlo:
- 1850 země česká, kraj Praha, politický okres Příbram, soudní okres Dobříš[4]
- 1855 země česká, kraj Praha, soudní okres Dobříš
- 1868 země česká, politický okres Příbram, soudní okres Dobříš
- 1939 země česká, Oberlandrat Tábor, politický okres Příbram, soudní okres Dobříš[5]
- 1942 země česká, Oberlandrat Praha, politický okres Příbram, soudní okres Dobříš[6]
- 1945 země česká, správní okres Příbram, soudní okres Dobříš[7]
- 1949 Pražský kraj, okres Dobříš[8]
- 1960 Středočeský kraj, okres Příbram
- 2003 Středočeský kraj, okres Příbram, obec s rozšířenou působností Dobříš

## Pamětihodnosti
- kaple Panny Marie

## Společnost

### Rok 1932
V roce 1932 byly obci Malá Hraštice (přísl. Velká Hraštice, 706 obyvatel) evidovány tyto živnosti a obchody: holič, 4 hostince, kovář, 3 krejčí, obuvník, 8 rolníků, rukavičkář, 2 řezníci, 4 obchody se smíšeným zbožím, Spořitelní a záložní spolek pro Velkou a Malou Hraštici, 2 trafiky, truhlář, zámečník, zednický mistr.

### Současnost
V obci na návsi se nachází kaplička, která je dominantou obce. Na návsi se dále nachází restaurace a penzion U Kapličky a cukrárna Stáňa, která získala ocenění pro nejlepší cukrárnu roku 2004, 2005, 2007 a 2009. Oblíbená a hojně navštěvovaná je i restaurace u nádraží.

V obci se nachází Základní škola a Mateřská škola Malá Hraštice, TJ Sokol Malá Hraštice a Myslivecké sdružení Hubert Malá Hraštice.

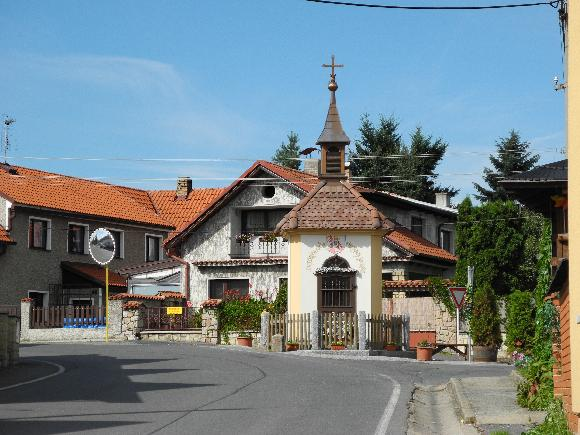
Kaplička na návsi

## Doprava

### Dopravní síť
Obcí vede silnice II/116 Lány – Nižbor – Beroun – Lety – Řevnice – Mníšek pod Brdy – Nový Knín. Do obce dále vede silnice III. třídy.

### Autobusová doprava 2024
Autobusovou dopravu v obci Malá Hraštice zajišťují společnosti Arriva Střední Čechy a Martin Uher. Obec je součástí Pražské integrované dopravy (PID). V obci se nachází zastávka Malá Hraštice a ve Velké Hraštici zastávka Malá Hraštice,Velká Hraštice. Autobusová linka 688 vyjíždí z Nového Knína a vede přes Malou Hraštici, Novou Ves pod Pleší, Zahořany a končí v Mníšku pod Brdy.

### Železniční doprava 2024
Obcí prochází jednokolejná regionální železniční trať 210 Praha–Vrané nad Vltavou–Dobříš, která byla uvedena do provozu v roce 1897. V obci se nachází železniční zastávka Malá Hraštice, kde zastavují osobní vlaky linky S88. Tyto vlaky, provozované společností České dráhy, jezdí z Prahy přes Vrané nad Vltavou, Měchenice, Čisovice a Mníšek pod Brdy a pokračují dále do Dobříše. O sobotách, od března do října, jezdí mezi Prahou hlavním nádražím a Dobříší vlak s názvem Brdský motoráček, a to na lince T8, provozovaný společností KŽC Doprava. Během letních prázdnin vyjíždí turistický vlak Cyklohráček, který jede z Prahy do Dobříše, odkud se vrací zpět do Prahy.

## Zajímavosti
Na železniční trati v okolí Malé Hraštice se natáčela scéna z filmu Obecná škola.